# Schloss Snogeholm

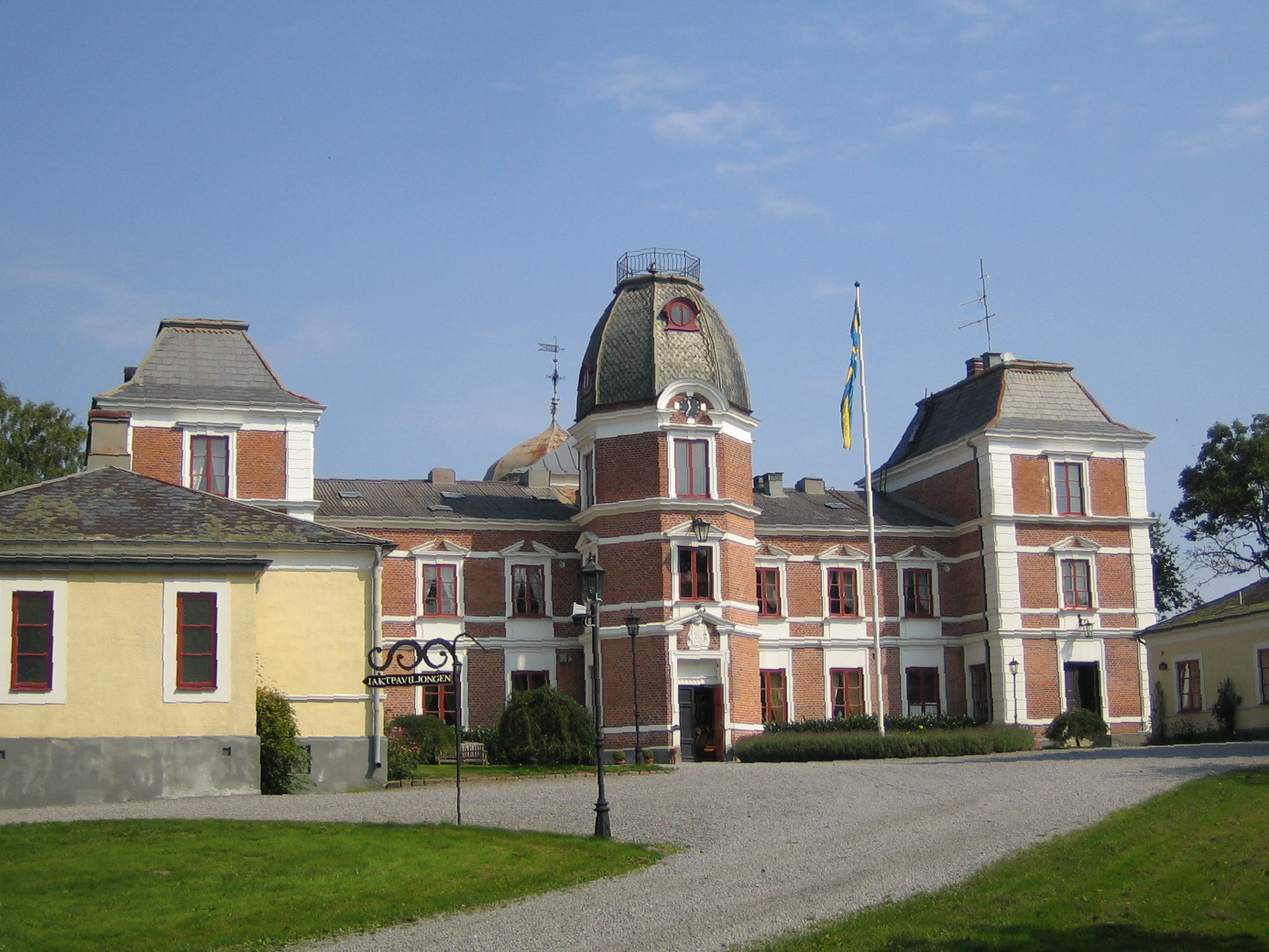
Schloss Snogeholm

Das Schloss Snogeholm (schwedisch Snogeholms slott) in der südschwedischen Gemeinde (kommun) Sjöbo in der Provinz Skåne wurde in den 1870er Jahren im französischen Rokokostil erbaut. Das Schloss liegt direkt am Snogeholmssjön und besteht aus einem zweistöckigen Hauptgebäude, drei dreistöckigen Türmen sowie zwei freistehenden einstöckigen Flügeln. Heute beinhaltet das Schloss ein Hotel und ein Restaurant.

## Geschichte
An der Stelle, an der heute das Schloss steht, befand sich seit dem 16. Jahrhundert ein Bauernhof mit einem einstöckigen Haus. Er wurde von verschiedenen adeligen Familien bewohnt, u. a. Brahe, Marsvin, Thott und Bille. Christian Bille schuf um 1690 ein neues Hauptgebäude mit zwei freistehenden Flügeln. 1714 erbte Catharina Bille das Gebäude. Im Jahr 1746 ging es an Carl Johan von Löwen über. 1795 wurde es an Graf Carl Gustaf Piper verkauft.
Das Schloss in seiner heutigen Form wurde in den 1870er Jahren von Erik Claes Piper gebaut. Kaiser Wilhelm II. besuchte die Burg 1899 und 1902, um Hirsche zu jagen. Im Jahr 1915 wurde es an den dänischen Hovjägmästare Harry Treschow und 1917 an den dänischen Bauern O. Olsen verkauft. Von 1933 bis 1969 war das Schloss im Besitz von Franklin Hansen und seiner Familie. Seit den späten 1940er Jahren ist das Schloss ein Hotel und Restaurant. Nachdem das Land von der Provinz Malmöhus gekauft wurde, wurde das Gebiet zum Wandergebiet Snogeholm (schwedisch Snogeholm strövområde) gemacht. Das Schloss wurde 1989 von Fred und Eva von Heideken Kristiansen gekauft, die es wiederum verkauften.